# Рей Клуун
Раймондус ван дер Клюндерт (на нидерландски: Raymondus van de Klundert) е холандски писател, автор на произведения в жанра драма, любовен роман и документалистика. Пише под псевдонима Рей Клуун (на нидерландски: Ray Kluun).

## Биография и творчество
Ван дер Клюндерт е роден на 17 април 1964 г. в Тилбург. След дипломирането си работи в областта на маркетинга.
През 2001 г. първата му съпруга Джудит умира от рак на гърдата едва на 36 години. Той продава маркетинговата си агенция и заминава на обиколка в Австралия с 3-годишната си дъщеря, сле което пише първата си книга.
Дебютният му роман „Отива една жена при лекаря“ е издаден през 2003 г. и е основан на трудните дни около заболяването и смъртта на съпругат му. Въпреки ниската оценка от критиката романът става бестселър и най-продаваният холандски дебютен роман, и е издаден в много страни по света, като е в списъка на бестселърите на „Шпигел“ в Германия. През 2009 г. романът е екранизиран в едноименния филм.
Следващите книги на Рей Клуун са повестта „Помощ, забремених жена си“, в която описва преживяванията на мъж по време на бременността на съпругата му, и романът „Без нея“, който е продължение на „Отива една жена при лекаря“, и е за пътешествието му заедно с дъщеря му с каравана през Австралия в опит да се справят със загубата.
През 2006 г. основава творческия колектив NightWriters, който предоставя литературни забавления в Comedy Theatre в Амстердам, както и в цялата страна. С него са свързани и посатели като Роналд Гипхарт, Саския Норт, Сюзън Смит и Кристоф Векеман.
Третият му роман Haantjes (Петлите) от 2011 г. за рекламния свят в Амстердам се основава на истинско бизнес фиаско.
Ван дер Клюндерт живее в Нидерландия.

## Произведения

### Самостоятелни романи
- Komt een vrouw bij de dokter (2003)[1]
Отива една жена при лекаря, изд.: „Жанет 45“, Пловдив (2009), прев. Мария Енчева
- De weduwnaar (2006)
Без нея, изд.: „Жанет 45“, Пловдив (2009), прев. Мария Енчева
- Haantjes (2011)
- DJ (2017)
- Familieopstelling (2020)

### Повести
- Help, ik heb mijn vrouw zwanger gemaakt! (2004)
Помощ, забремених жена си!, изд.: „Жанет 45“, Пловдив (2010), прев. Мария Енчева
- God is Gek (2009) – есе
Бог е лудост, изд.: „Жанет 45“, Пловдив (2011), прев. Мария Енчева

### Сборници
- Klunen (2008) – колони
- Klunen2 (2013) – колони

### Документалистика
- Memoires van een marketingsoldaat (2008)
- Van Leven ga je dood (2008)
- Aan de Amsterdamse nachten (2011) – анекдоти и съвети от нощния живот в Амстердам в сътрудничество с журналиста Ханс ван дер Беек

### Екранизации
- 2009 Отива една жена на лекар, Komt een vrouw bij de dokter